# Achille Pensy
Achille Pensy Moukembe (ur. 5 stycznia 1987 w Kogo) – piłkarz z Gwinei Równikowej grający na pozycji bramkarza.

## Kariera klubowa
Karierę piłkarską Pensy rozpoczął w klubie z Gwinei Równikowej, Akonangui FC. W 2006 roku zadebiutował w nim w pierwszej lidze Gwinei Równikowej. W 2007 roku zdobył z nim Puchar Gwinei Równikowej. W 2008 roku odszedł do zespołu The Panters. Grał w nim także w 2009 roku, a w 2010 roku był zawodnikiem Deportivo Mongomo, z którym wywalczył mistrzostwo kraju. W 2011 roku wrócił do The Panthers. W 2016 grał w Racingu Micomeseng, w latach 2017-2018 w Deportivo Niefang, a w 2019 w Leones Vegetarianos FC.

## Kariera reprezentacyjna
W reprezentacji Gwinei Równikowej Pensy zadebiutował w 2009 roku. W 2012 roku został powołany do kadry na Puchar Narodów Afryki 2012.